# لايم واير
برنامج لايم واير (بالإنجليزية: LimeWire)‏ وهو برنامج مجاني لمشاركة الملفات طرف لطرف peer-to-peer أو بالمختصر (P2P).

## الخصائص
البرنامج مكتوب بلغة الجافا لذلك فهو يعمل على أي جهاز كمبيوتر مثبت عليه محرك جافا.
فيعمل على عدة أنظمة من الويندوز والماكنتوش ولينوكس. يعمل البرنامج كجهاز ربط (عبارة افتراضية) بين الأجهزة التي لا تستخدم خاصية أشبك وشغل(بالإنجليزية: UPnP Internet Gateway Device)‏ على الإنترنت.

## الإصدارات
الإصدار الأول للبرنامج كان بالعام 2000م، وخرج البرنامج بإصدارين هما الإصدار العادي واصدار المحترفين Pro، وصدر إصدار خاص بالعام 2004م هو إصدار السوق LimeShop'.
في مطلع العام 2009 م صدر الإصدار 5.0.11 بحلة جديدة وطريقة جديدة بالعرض والبحث.

## استخدامات البرنامج
يٌمكن البرنامج مستخدميه من تناقل الملفات بشتى أنواعها كانت (موسيقى-أفلام-برامج-كتب إلكترونية...).
تقوم فكرة البرنامج على عمل شبكة خاصة بالمستخدمين داخل شبكة الإنترنت ويتم مشاركة مجلد في كل كمبيوتر لدى المستخدمين، وفي هذا المجلد المشترك يمكن وضع أي ملف وسيكون هناك حرية الوصول للمستخدمين الاخرين له بمجرد ادخال اسم الملف دون الحاجة لفتح الإكسبلورر وبدون استخدم سيرفرات الإنترنت فالنقل بين الكمبيوترات في جميع أنحاء العالم دون المرور بموقع معين أو مراقبة محددة.

## خلافات قانونية
صدر حكم قضائي بتاريخ 26/10/2010 بايقاف توزيع وتشغيل البرنامج، تم بناء عليها أيضا تعطيل موقع الشركة على الإنترنت، وذلك بعد أن خسرت الشركة القضية امام اصحاب الدعوة بتهمة التوزيع والمساهمة بتوزيع ونشر ممتلكات بشكل غير قانوني متجاهلة قوانين حقوق النشر والملكية.